# Leo von Klenze
Leo von Klenze (Buchladen, 29 febbraio 1784 – Monaco di Baviera, 27 gennaio 1864) è stato un architetto, pittore e scrittore tedesco.

## Biografia

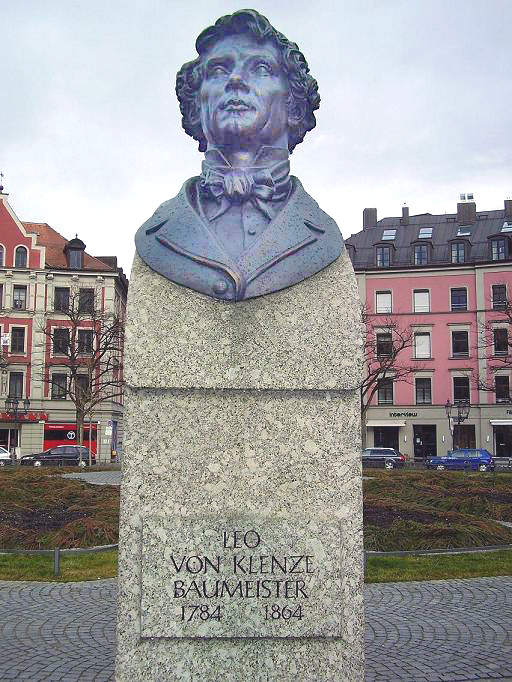
Busto di Leo von Klenze, Gärtnerplatz a Monaco di Baviera

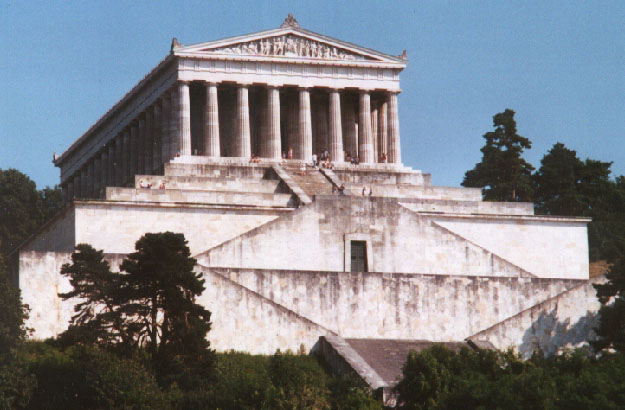
Walhalla, presso Ratisbona

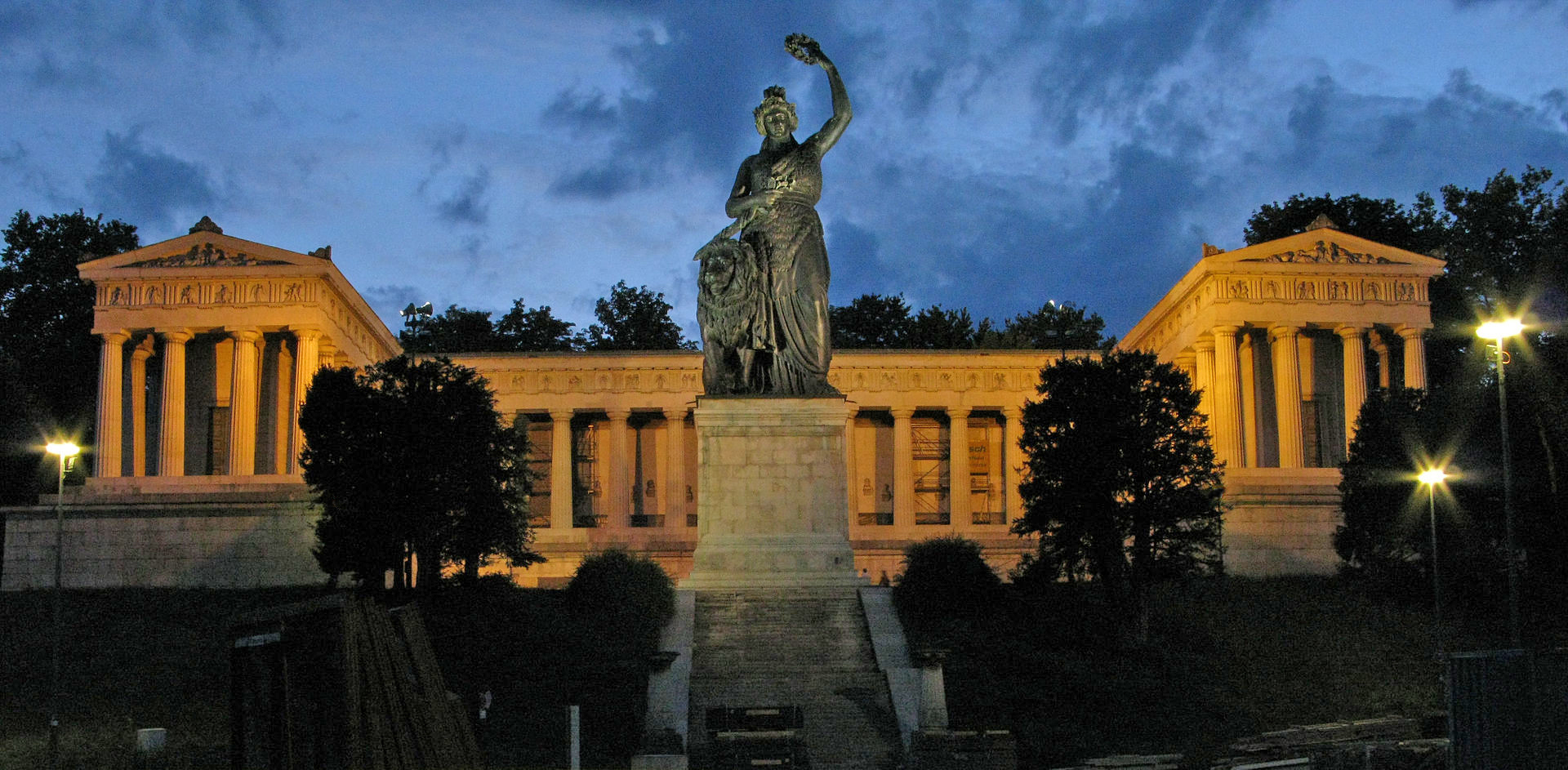
Ruhmeshalle

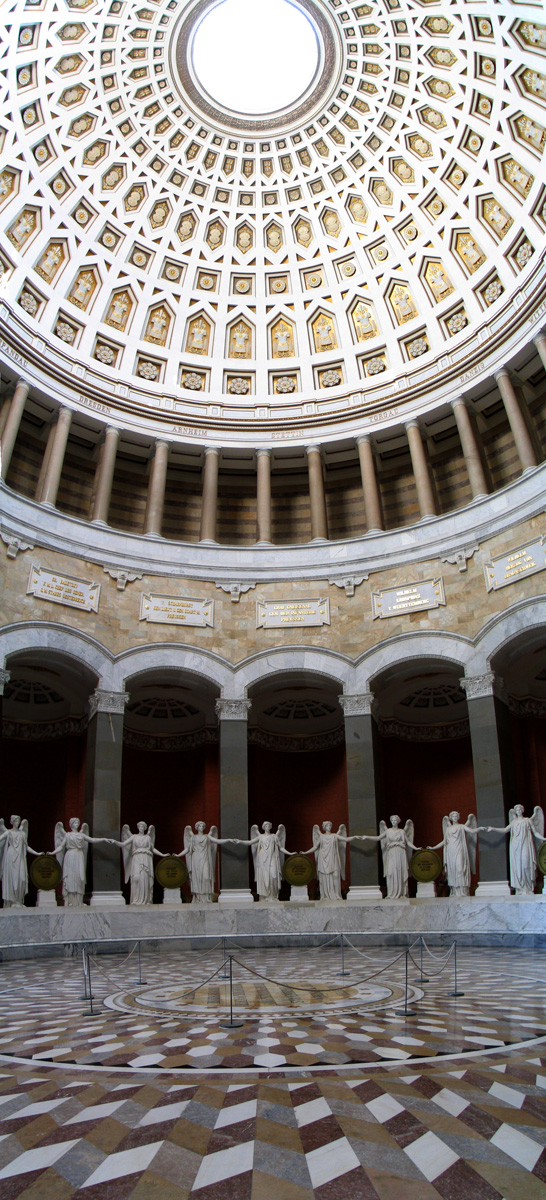
Befreiungshalle, a Kelheim

Von Klenze studiò architettura presso Friedrich Gilly a Berlino, come l'altro grande suo contemporaneo Karl Friedrich Schinkel. Fece apprendistato con Charles Percier e Pierre François Léonard Fontaine a Parigi. Tra il 1808 e il 1813 fu architetto di corte di Jérôme Bonaparte, re della Westfalia.
Successivamente si trasferì in Baviera e nel 1816 iniziò a lavorare alla corte di Ludovico I, re di Baviera. La passione per il Neoclassicismo del re trovò fertile terreno per von Klenze, che fu uno dei maggiori interpreti di questo stile. Il suo mecenate, il quale voleva rendere Monaco l'Atene sull'Isar, affidò a von Klenze l'incarico di ridisegnare la città.
Tra le opere più importanti realizzate dall'architetto bisogna indubbiamente ricordare anche l'Alte Pinakothek, la Königsplatz e la Ruhmeshalle. Le sue opere mostrano una stretta derivazione dai temi dell'architettura greca, come la Gliptoteca e i Propilei di Monaco di Baviera.
Il suo Classicismo romantico emerge con forza nel Walhalla, un monumentale tempio nel quale furono collocati i busti delle più importanti personalità tedesche e che doveva contribuire a risvegliare l'idea nazionale della Germania.
Realizzò inoltre edifici d'impronta neorinascimentale e l'iconostasi della chiesa greco-ortodossa del Salvatore a Monaco di Baviera.
Von Klenze lavorò anche fuori dalla Germania. Quando la Grecia ottenne l'indipendenza dall'impero ottomano, il figlio di Ludovico Ottone I di Grecia divenne re della nazione.  Von Klenze fu invitato ad Atene per progettare un nuovo sviluppo della città.  Inoltre lo zar Russo Nicola I di Russia gli commissionò, nel 1838, il progetto del nuovo Hermitage.
Il genio multiforme di Von Klenze operò anche nel campo della pittura, opere sono conservate all'Hermitage e al Paul Getty Museum. Infine si dedicò anche alla ricerca della storia dell'architettura ("Versuch einer Wiederherstellung des toskanischen Tempels", 1822; "Anweisung zur Architektur des christlichen Kultus", 1834).

## Elenco delle opere
- Iconostasi della chiesa greco-ortodossa Salvatorkirche a Monaco di Baviera.
- Gliptoteca di Monaco di Baviera (1816-1830)
- Alte Pinakothek (1826-1836)
- Residenza di Monaco di Baviera
- Chiesa di Corte Allerheiligen-Hofkirche (1826-1842)
- Monopteros nell'Englischer Garten (1836)
- Propyläen di Monaco di Baviera (1846-1862)
- Ruhmeshalle, Monaco di Baviera (1850)
- Monopteros nel parco del Castello di Nymphenburg
- via Ludovico
- Casa di Ballo a Wilhelmshöhe (Kassel) (1809-1810)
- Castello di Ismaning (1816)
- Walhalla vicino a Ratisbona (1816-1842)
- Nuovo Castello a Pappenheim (1819-1820)
- Nuovo Ermitage a San Pietroburgo (1839-1852)
- Cattedrale di San Dionigi l'Areopagita ad Atene (1853-1865)
- Befreiungshalle a Kelheim (1863)